# Moon Hoon
Pour les articles homonymes, voir Hoon.
Moon Hoon (문훈) est un architecte provocateur de Corée du Sud. 
Il a passé son enfance à Jeongseon puis en Tasmanie et a obtenu sa thèse au MIT en 1993. 

## Œuvres principales
- Rock it Suda (Jeongseon, 2007 ou 2010)
Cette réalisation est un groupe de six structures construites sur une montagne qui servent de maisons d'hôtes à louer pour le weekend. Elles suivent quatre thèmes particuliers : Barbie pour la jaune et la rose, Ferrari pour la rouge, l'Espagne pour la blanche et la bleue, la célérité pour la noire[1],[2].

- La maison Lollipop (Yongin, 2012)
Cette maison individuelle s'inspire des sucettes pour enfants et est décorée par des panneaux métalliques formant des anneaux roses et blancs. Elle est construite autour d'un escalier central et ses pièces s'étagent sur sept niveaux différents[3].

- La maison Panorama (Cheongju, 2011)
C'est une maison familiale construite sur deux étages avec une façade en accordéon offrant des vues variées sur l'extérieur. Sa caractéristique principale est son grand escalier qui sert aussi de bibliothèque, de toboggan et de salle de télévision[4].

- La villa S Mahal (Yangpyeong, 2007)
Une villa contemporaine construite à Yangpyeong. Elle était initialement entourée de rideaux rouges et blancs[5].

- Autres réalisations
L'immeuble Mookdong (Séoul, 2012), la maison Visang (Gyeonggi-do, 2011).